# 板橋435藝文特區
25°01′27″N 121°27′08″E / 25.024149°N 121.452338°E

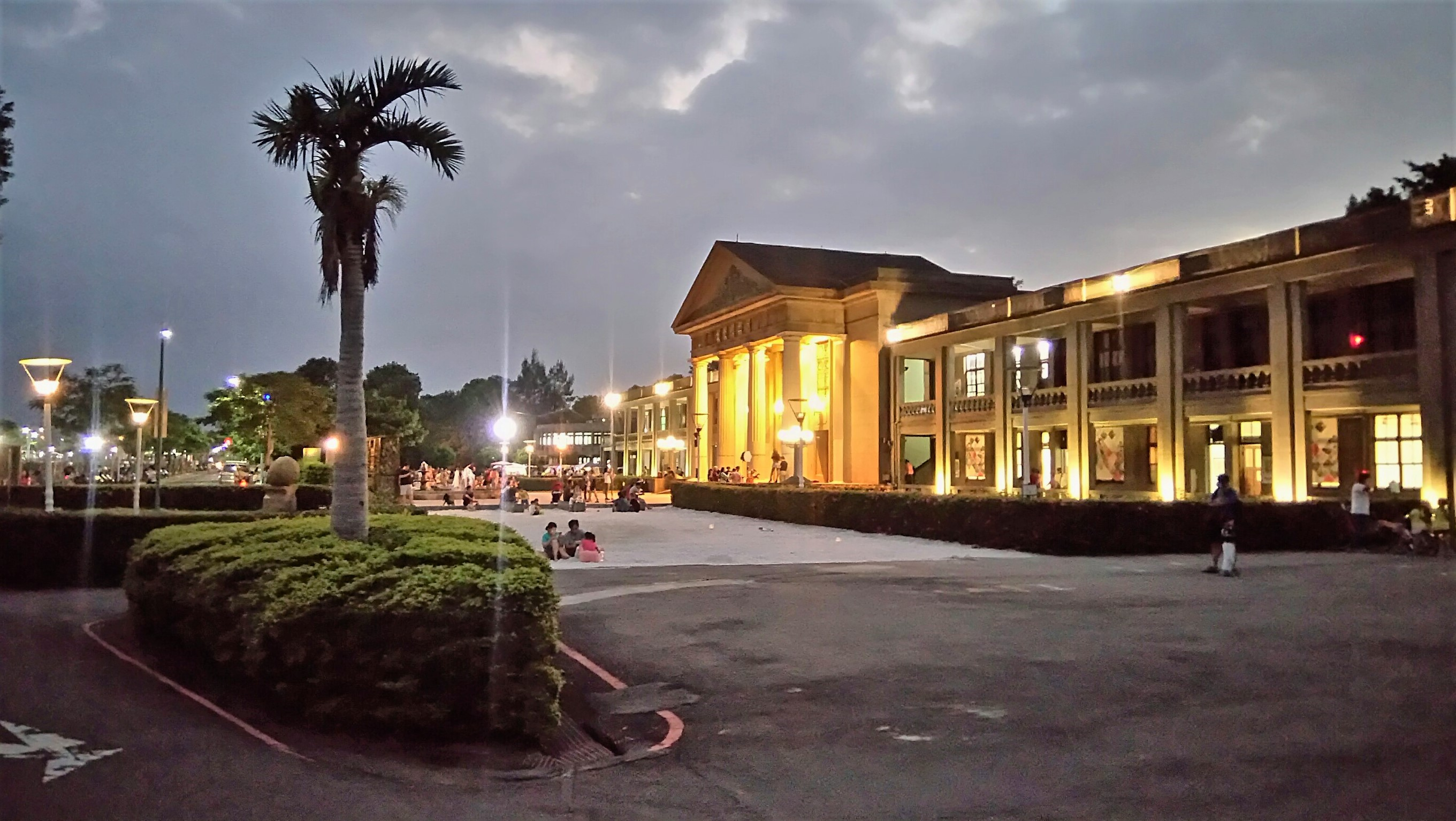
板橋435藝文特區

板橋435藝文特區，是位於中華民國新北市板橋區中正路435號的藝文場所。占地約5公頃。園區除現中正紀念堂外，還有藝文展場、溼地故事館、台灣玩具博物館（江文敬創建）、藝術教室、進駐藝文團隊等。

## 歷史
原為國軍退除役官兵輔導委員會主計人員訓練中心、專業人員教育中心。入口建築立面為2層樓高之新古典主義建築。
1996年併入桃園的退輔會職技訓練中心為訓練中心後，園區即閒置荒廢達10年之久。
至2007年，臺北市政府財政局（土地及建物所有權人）簽約委託臺北縣板橋市公所管理。市公所耗時將其整頓後，新闢為「板橋435藝文特區」。
2012年6月，因臺北縣已升格為新北市，改由新北市政府文化局接手管理，雙方簽訂「臺北市市有非公用房地使用契約」無償供文化局作為板橋435藝文特區及提供藝文團體場地使用。

## 園區介紹
藝文展場：園區設有7間展館，持續辦理各項展覽，展覽訊息詳洽新北市政府文化局網站。
溼地故事館：由新北市政府環保局所規劃的溼地故事館，其獨特的圓形建築被重新改建裝潢成大漢溪溼地生態展示館；透過濕地生態的展覽與呈現，提供一個完善的環境讓民眾體驗學習。
台灣玩具博物館：由進駐藝文單位管理的玩具博物館，收藏古今中外將近三千餘件珍稀玩具，另外還備有數百種以上的童玩、益智、廟會遊戲區，讓您動手、動腦及多種戶外玩具與遊戲，讓你不虛此行。 
表演活動：園區不定期舉辦各類表演活動，訊息將公告於新北市政府文化局網站。 
進駐藝文團隊：目前共6組進駐團隊、60組藝術家進駐及6組設計工作室，包含美術、表演藝術、當代視覺藝術、立體雕塑、設計、音樂等多元類型。

## 外部連結
- 板橋435藝文特區官網 （页面存档备份，存于）
- 板橋435藝文特區臉書 （页面存档备份，存于）